# Дементьєв Євген Олександрович
Євген Олександрович Дементьєв (н. 17 січня 1983 в п. Тайожний, Ханти-Мансійський автономний округ) — російський лижник, олімпійський чемпіон 2006 року в дуатлоні, срібний призер в лижному марафоні на 50 кілометрів. Срібний призер чемпіонату світу в Саппоро 2007 року в естафетній гонці 4х10 км, бронзовий призер чемпіонату світу в Оберстдорфі 2005 року в естафетній гонці 4х10 км.

## Біографія
Вихованець СДЮСШОР Радянського району Ханти-Мансійського автономного округу. Перший тренер — Валерій Ухов. Отримав запрошення до юніорської збірної країни після перемоги на чемпіонаті Росії 2000 року.
Після завершення кар'єри 2009 року працював заступником директора з науково-методичної медичної роботи в бюджетній установі «Центр спортивної підготовки збірних команд Югри». У 2011 році оголосив про своє повернення у великий спорт.

## Допінговий скандал
25 серпня 2009 заявив про завершення спортивної кар'єри. Ця заява була зроблена після одержання Федерацією лижних перегонів Росії листа FIS з інформацією про позитивну пробу «А» Євгена Дементьєва на допінг. Ось що сказав наступного дня після звістки про позитивну пробу «А» Євген кореспонденту журналу «Лижний спорт» Андрію Аріху у відповідь на питання, на кому лежить вина за численні допінгові скандали останніх років — на самих спортсменах, або на лікарях, тренерах, чиновниках або юристах:

«…-Хто винен? Я не хочу шукати винних. Всі — заручники того, що відбувається. Зазначу лише, що ми, спортсмени, на цій війні вважаємося солдатами, ми задовольняємо чиїсь амбіції, і гинемо ми завжди перші…» 

## Спортивна кар'єра
Зоряним часом Євгена Дементьєва стали олімпійські ігри 2006 в Турині, де він став олімпійським чемпіоном у дуатлоні та срібним призером улижному марафоні на 50 кілометрів.
На чемпіонатах світу Дементьєв двічі ставав призером в естафетних гонках: срібним — у 2007 в Саппоро та бронзовим — у 2005 в Оберстдорфі. найкращий результат в особистих гонках — 22 місце.
На етапах Кубка світу здобув одну перемогу в дуатлоні на 30 км і одну перемогу в естафеті разом з командою.
Після завершення дискваліфікації знову почав брати участь у міжнародних змаганнях, хоча до складу збірної на етапи Кубка світу не потрапляв.

### Статистика виступів у Кубку світу
| 2003/04 | Італія Доббіако | Італія Доббіако | Швейцарія Давос | Швейцарія Давос | Австрія Рамзау | Швеція Фалун | Естонія Отепя | Естонія Отепя | Франція Ла-Клюз | Франція Ла-Клюз | Німеччина Оберстдорф | Швеція Умі | Норвегія Тронхейм | Норвегія Осло | Фінляндія Лахті | Фінляндія Лахті | Італія Праджелато | Італія Праджелато | Підсумки | Підсумки |
| 2003/04 | 30 Св МСТ       | Спринт          | 15 Кл           | Е 4x10          | 10 Св          | 30 Д         | 30 Кл МСТ     | Е 4x10        | 15 Св           | Еге 4x10        | 30 Д                 | 15 Кл      | З 1.5 Св          | 50 Св         | З 1 Св          | 15 Кл           | З 1.3 Св          | 30 Св             | Очок     | Місце    |
| 2003/04 | 39              | 8               | 35              | 9               | 19             | 18           | 38            | 4             | 23              | 3               | 18                   | 2          | 69                | 7             | 56              | 12              | 37                | 36                | 184      | 33       |

| 2004/05 | Швеція Галліваре | Фінляндія Куусамо | Фінляндія Куусамо | Італія Лаго Ді Тесера | Італія Лаго Ді Тесера | Австрія Рамзау | Естонія Отепя | Чехія Нове-Місце | Чехія Нове-Місце | Німеччина Райт-ім-Вінкль | Фінляндія Лахті | Норвегія Осло | Швеція Фалун | Швеція Фалун | Підсумки | Підсумки |
| 2004/05 | 15 Кл            | 15 Св             | 15 Кл             | 30 Д                  | Е 4x10                | 30 Св МСТ      | 15 Кл         | 15 Св            |                  | 15 Св                    | 15 Св           | 50 Кл         | 30 Д         | Е 4х10       | Очок     | Місце    |
| 2004/05 | 14               | 5                 | 7                 | 6                     | 4                     | 6              | 19            | 33               | 38               | 35                       | 5               | 16            | 1            | 7            | 351      | 9        |

| 2005/06 | Норвегія Бейтоштолен | Норвегія Бейтоштолен | Фінляндія Куусамо | Фінляндія Куусамо | Чехія Нове-Місце | Чехія Нове-Місце | Естонія Отепя | Італія Лаго-ді-Тезеро | Німеччина Оберстдорф | Німеччина Оберстдорф | Швеція Фалун | Норвегія Осло | Японія Саппоро | Підсумки | Підсумки |
| 2005/06 | 15 Кл                | Е 4x10               | 15 Кл             | 15 Св             | З 1,2 Св         | 15 Св            | 15 Кл         | 30 Св МСТ             | 30 Д                 | З 1,2 Кл             | 20 Д         | 50 Св         | 30 Д           | Очок     | Місце    |
| 2005/06 | 44                   | 4                    | 17                | 23                | 44               | 26               | 12            | 2                     | 20                   | DNS                  | DNS          | 53            | 42             | 140      | 38       |

| 2006/07 | Швеція Галліваре | Швеція Галліваре | Фінляндія Куусамо | Італія Когне | Франція Ла-Клюз | Франція Ла-Клюз | Європейський Союз Тур де Скі | Росія Рибінськ | Естонія Отепя | Швейцарія Давос | Фінляндія Лахті | Підсумки | Підсумки |
| 2006/07 | 15 Св            | Е 4x10           | 15 Кл             | 15 Кл        | 30 Св МСТ       | Е 4x10          | 102 См                       | 30 Св МСТ      | 15 Кл         | 15 Св           | 15 Кл           | Очок     | Місце    |
| 2006/07 | 52               | 2                | 18                | 3            | 3               | 1               | 8                            | 9              | 23            | 17              | 26              | 317      | 13       |

| 2007/08 | Норвегія Бейтоштолен | Норвегія Бейтоштолен | Фінляндія Куусамо | Швейцарія Давос | Швейцарія Давос | Росія Рибінськ | Росія Рибінськ | Європейський Союз Тур де Скі | Канада Канмор | Канада Канмор | Чехія Ліберець | Швеція Фалун | Швеція Фалун | Франція Лахті | Норвегія Осло | Італія Борміо | Італія Борміо | Підсумки | Підсумки |
| 2007/08 | 15 Св                | Еге 4x10             | 15 Кл             | 15 Кл           | Е 4x10          | 30 Св МСТ      | З Св           | 102 См                       | 30 Д          | 15 Св         | 11,4 Св        | 30 Д         | Е 4x10       | 15 Кл         | 50 Св         | 3,3 Св        | 15 Св         | Очок     | Місце    |
| 2007/08 | 39                   | 3                    | 14                | 37              | 9               | 28             | 51             | 9                            | 37            | 21            | 56             | 8            | 10           | 48            | 20            | 20            | 30            | 251      | 29       |

| 2008/09 | Швеція Галліваре | Швеція Галліваре | Фінляндія Куусамо | Франція Ла-Клюз | Франція Ла-Клюз | Швейцарія Давос | Підсумки | Підсумки |
| 2008/09 | 15 Св            | Е 4x10           | 15 Кл             | 30 Св МСТ       | Е 4x10          | 15 Кл           | Очок     | Місце    |
| 2008/09 | 44               | 5                | 10                | 42              | 10              | 38              | 354      | 21       |

## Цікаві факти
- Стежить за шосейним велоспортом, вболівав за Олександра Винокурова[5]